# 셜리 배시
셜리 배시 여사(영어: Dame Shirley Bassey, DBE, /ˈbæsi/; 1937년 1월 8일 ~ )는 영국 웨일스의 가수이다. 《007 시리즈》의 《007 골드핑거》, 《007 다이아몬드는 영원히》, 《007 문레이커》의 주제가를 불렀다.
2019년 5월 17일, 뮤지션 최초로 카디프 명예 시민이 되었다(Freedom of the City). 카디프는 웨일스의 수도이며, 셜리 배시의 출생지이기도 하다.

## 최근 활동

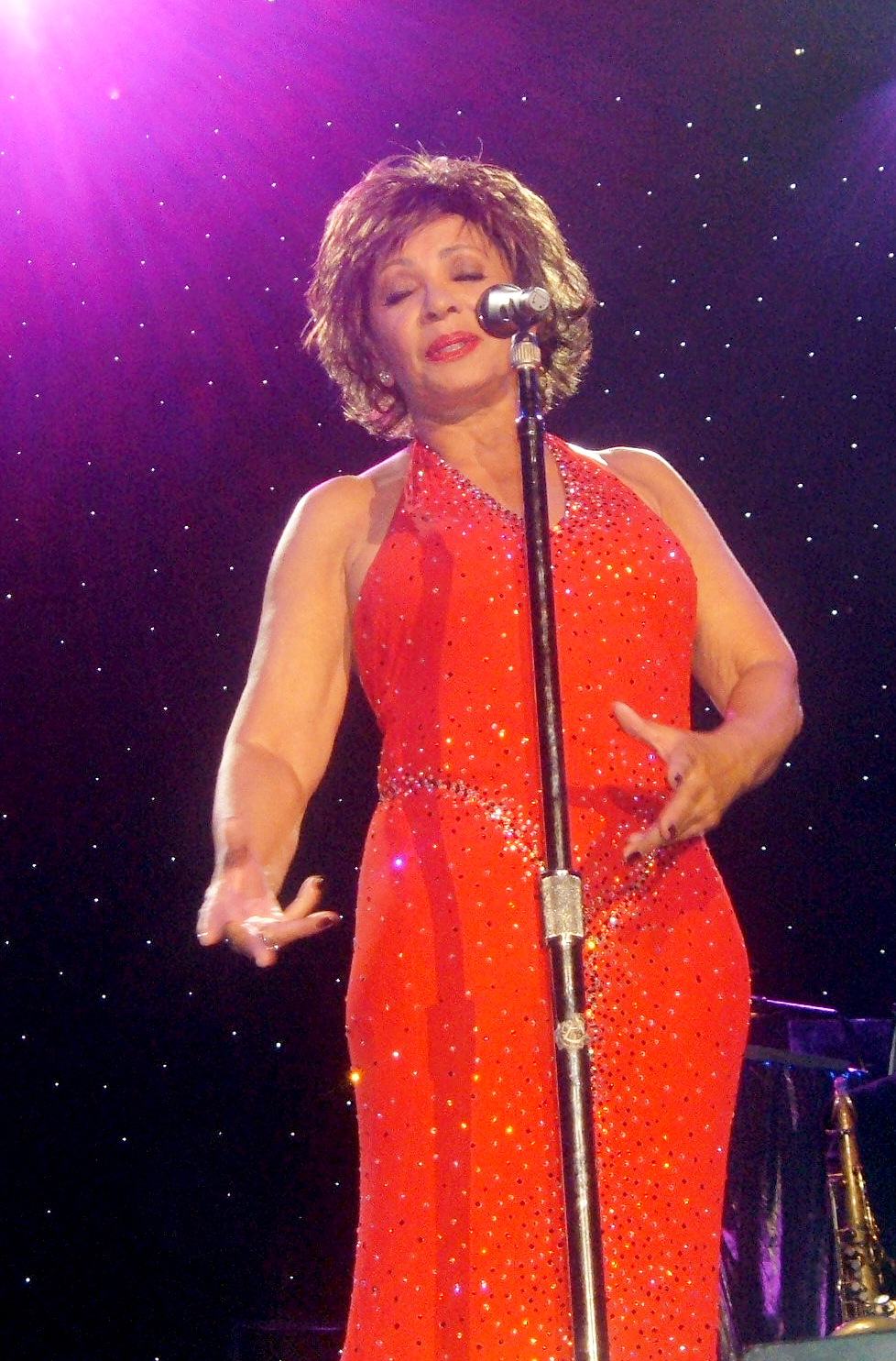
웸블리 아레나에서 공연하는 셜리 배시 (2006년)

2012년 6월 4일에 셜리 배시는 엘리자베스 2세의 즉위 60주년을 축하하는 다이아몬드 주빌리 콘서트에 출연해 《007 다이아몬드는 영원히》의 주제가 〈Diamonds Are Forever〉를 불렀다. 콘서트에는 그 밖에 폴 매카트니, 엘튼 존, 앤드루 로이드 웨버, 스티비 원더, 클리프 리처드, 톰 존스, 카일리 미노그, 게리 발로, 로비 윌리엄스 등이 출연했다.

## 서훈
- 1994년 대영 제국 훈장 3등급(CBE)[2]
- 1999년 프랑스 레지옹 도뇌르 훈장 슈발리에
- 2000년 대영 제국 훈장 2등급(DBE, 작위급 훈장)[3]

## 같이 보기
- 가장 많은 음반을 판 음악가 목록
- 레지옹 도뇌르 훈장